# Catalina Yue
Catalina Yue, née le 19 mai à Toronto en Ontario, est une chanteuse, auteure-compositrice, actrice, mannequin, productrice et femme d'affaires canadienne et américaine. Elle est une ancienne déléguée au concours Miss Univers Canada. Elle a des ancêtres indonésiens, chinois, japonais et anglais.

## Biographie
Yue travaille comme modèle, elle est diplômée du programme Arts and Business Honors Co-op de l'Université de Waterloo à Waterloo, en Ontario. Pour son premier album, Yue s'associe au Bureau du Haut-Commissariat pour les Réfugiés (HCR) du Canada, une organisation des Nations Unies chargée de protéger et de soutenir les réfugiés. Une agence dont Angelina Jolie est l'ambassadrice auprès de l'ONU. Une partie des recettes de l'album va à la protection des réfugiés dans le monde entier. L'album de Yue, Eternally, est sorti à l'international dans les magasins HMV.

## Discographie

### Albums
- Eternally
- Catalina Yue (album)

1. "Ambition (feat. GILFOIL and Tony Brass)"
2. "Dreams"
3. "Ice and Fire"
4. "Tonight (Shadow)"
5. "Eternally"
6. "Loving You"
7. "Dignity"
8. "Deceptions"
9. "Like This, Like That (feat. Tony Brass)"
10. "Eternally (Re-Mix)"
11. "Bonus: UnPredictable (feat. A. SmYthE)"
12. "Bonus: Pray"
13. "Bonus: Superstar"

### Singles
- "Eternally" (2009)
- "Loving You" (2009)
- "Ambition (feat. GILFOIL and Tony Brass)" (2010)
- "Driven" (2011)